# Järnboås distrikt
Järnboås distrikt är ett distrikt i Nora kommun och Örebro län. Distriktet ligger omkring Nyhyttan i västra Västmanland.

## Tidigare administrativ tillhörighet
Distriktet inrättades 2016 och utgörs av en del av området Nora stad omfattade till 1971, delen som före 1965 utgjorde Järnboås socken.
Området motsvarar den omfattning Järnboås församling hade vid årsskiftet 1999/2000.

## Tätorter och småorter
I Järnboås distrikt finns tre småorter men inga tätorter.

### Småorter
- Järnboås
- Nyhyttan
- Nyhyttan östra